# Templeton (Pensilvania)
Templeton es un área no incorporada ubicada en el condado de Armstrong en el estado estadounidense de Pensilvania. Templeton se encuentra ubicada dentro del municipio de Pine.

## Geografía
Templeton se encuentra ubicada en las coordenadas 40°55′02″N 79°27′39″O / 40.91722, -79.46083.